# سرنا ام. آنیون
سرنا ماریا آنیون (به انگلیسی: Serena Maria Auñón) فضانورد اهل ایالات متحده آمریکا است که در ۹ آوریل ۱۹۷۶ میلادی در ایندیاناپلیس زاده شد.